# Kanton Rémalard
Rémalard is een voormalig kanton van het Franse departement Orne. Het kanton maakte deel uit van het arrondissement Mortagne-au-Perche. Het werd opgeheven bij decreet van 25 februari 2014, met uitwerking op 22 maart 2015. Alle gemeenten werden opgenomen in het nieuwe kanton Bretoncelles

## Gemeenten
Het kanton Rémalard omvatte de volgende gemeenten:
- Bellou-sur-Huisne
- Boissy-Maugis
- Bretoncelles
- Condeau
- Condé-sur-Huisne
- Coulonges-les-Sablons
- Dorceau
- La Madeleine-Bouvet
- Maison-Maugis
- Moutiers-au-Perche
- Rémalard (hoofdplaats)
- Saint-Germain-des-Grois